# 528 Rezia
Az 528 Rezia egy a Naprendszer kisbolygói közül, amit Max Wolf fedezett fel 1904. március 20-án.